# 石蓉
石蓉（1968年12月—），贵州惠水人，苗族，中国共产党党员。中华人民共和国政治人物、第十三届全国人民代表大会贵州省代表。

## 生平
2018年，石蓉被选为贵州省出席第十三届全国人民代表大会代表。